# NGC 1239
NGC 1239 је лентикуларна галаксија у сазвежђу Еридан која се налази на NGC листи објеката дубоког неба.
Деклинација објекта је - 2° 33' 9" а ректасцензија 3h 10m 53,7s. Привидна величина (магнитуда) објекта NGC 1239 износи 13,6 а фотографска магнитуда 14,6. NGC 1239 је још познат и под ознакама MCG -1-9-12, NPM1G -02.0104, PGC 11869.